# Franz Kanefzky

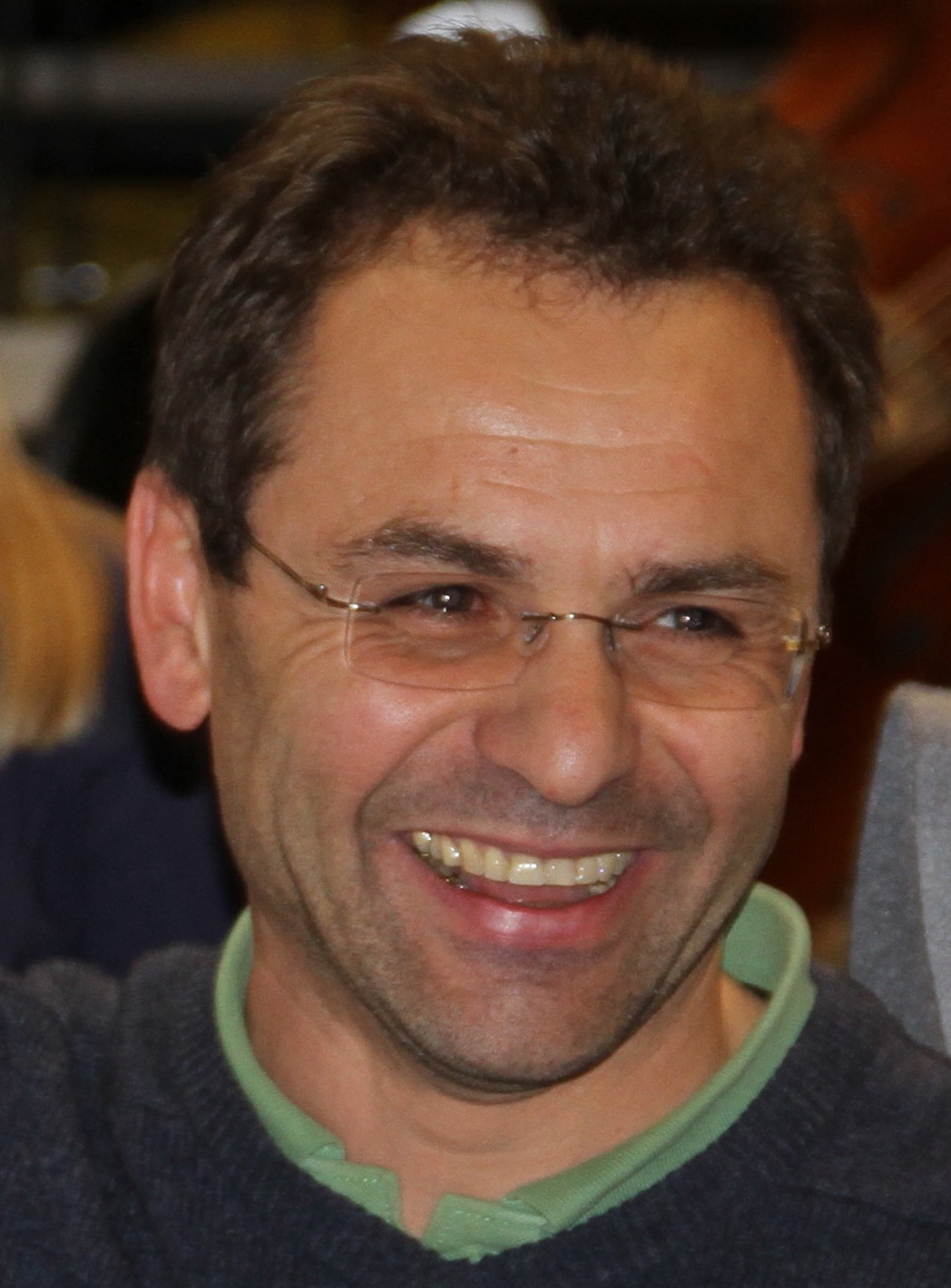
Franz Kanefzky (2010)

Franz Kanefzky (* 1964 in Zusmarshausen) ist ein deutscher Komponist und Hornist.

## Leben
Franz Kanefzky wurde 1964 im Landkreis Augsburg geboren und erhielt als Zwölfjähriger seinen ersten Hornunterricht. Zeitgleich begann er eigene Kompositionen zu verfassen. Er studierte am Konservatorium Augsburg. Seit 1991 spielt er als Hornist beim Münchner Rundfunkorchester. Kompositorisch ist Kanefzky in vielen Genres heimisch: Orchesterwerke, kammermusikalische Werke, Chorstücke und Instrumentalkonzerte gehören ebenso zu seinem Schaffen wie Schauspielmusiken, Alphornwerke oder Brass-Sinfonien. Seine Kinderkonzerte Helden auf dem Notenblatt (Staatstheater Oldenburg 2002, Bayerischer Rundfunk 2004, Theater Trier 2009, Duisburger Philharmoniker 2009, Theater Kiel 2014 – Uraufführung der Kieler Fassung), Großvater erzählt (Bayerischer Rundfunk 2009, Theater Kiel 2012, Duisburger Philharmoniker 2013, Theater Trier 2013), Don Quijote de la Mancha (Uraufführung Bayerischer Rundfunk 2010) sowie Ein Orchester – gut in Form! (Uraufführung Bayerischer Rundfunk 2015) runden Kanefzkys Œuvre als Komponist ab und sind zum Großteil auf CD erhältlich. Im Bereich der Kinderkonzerte verbindet ihn eine enge Zusammenarbeit mit Konstantin Wecker und Paul Maar.
Franz Kanefzky schreibt regelmäßig Auftragswerke für den Bayerischen Rundfunk, die Festspiele Herrenchiemsee, „Die Bühne“ Nürnberg und das Bayerische Staatsorchester.

## Werk

### Orchesterwerke
- Memoire (für Streichorchester und Saxophon ad lib.)
- Doppelkonzert (für Trompete, Horn und Orchester)
- Concertino (für Alphorn und Streicher)
- Genug ist nicht (nie?) genug (Konzertouvertüre nach Liedern von Konstantin Wecker / Auftragskomposition des Bayerischen Rundfunks)
- OuverTIERE (für Klavier und kleines Orchester/Auftragskomposition des Bayerischen Rundfunks: „Karneval der Tiere“, Kinderkonzert)
- Helden auf dem Notenblatt (für Erzähler, kleines Orchester und Kinderchor ad lib., Kinderkonzert)
- Großvater erzählt (Divertimento für Kontrabass und Orchester – ohne Streicher, Kinderkonzert)
- Paulas Reisen (für Erzähler, vier Sänger und Orchester nach dem gleichnamigen Buch von Paul Maar/Auftragskomposition des Bayerischen Rundfunks, Kinderkonzert)
- Don Quijote de la Mancha (Suite für Perkussions-Duo und Orchester/Auftragskomposition des Bayerischen Rundfunks, Kinderkonzert)
- Fanfare of honor (sinfonisches Blasorchester)
- Emancipation for drums (für Perkussions-Duo und Orchester, Auftragskomposition des Bayerischen Rundfunks)
- Ein Orchester – gut in Form! (für Orchester, Erzähler(in) und eine Schauspieler(in) und Kindersopran / Auftragskomposition des Bayerischen Rundfunks, Kinderkonzert)

### Bühnenwerke
- Johanna auf dem Scheiterhaufen (Schauspielmusik)
- Die Heimkehr des Veit Stoss (Schauspielmusik)
- Das Urteil (Schauspielmusik)
- Rembrandt (Kammeroper)

### Kammermusik
- Drei Episoden für Englischhorn und Harfe
- Adventure für 8 Waldhörner (für die Münchner Musikhochschule, Hornklasse: Wolfgang Gaag)
- Quicky for two (für Violine und Kontrabass)
- Pour remonter le moral (für Saxophon und Harfe)
- Trois pieces faciles (für Saxophon und Harfe)
- Liturgische Fantasie (für Horn und Orgel)
- Impressions Royales (für 6 Alphörner / Auftragskomposition der Festspiele Herrenchiemsee)
- Human Symphony (für Brass Ensemble und Orgel)
- Nürnberg Sinfonie (für Brass Ensemble und Orgel)
- Der Rattenfänger von Hameln (Querflöte solo und Erzähler)
- Passus (Blechbläserquintett)
- In principio erat (großes Blechbläserensemble)

### Arrangements und Orchestrierungen
- Symphonic Gospel Suite (für zehn Blechbläser/Komposition für BachBlechBlues)
- Gospel Suite (für Chor und Bläser)
- Zigeunerbaron-Ouvertüre (für Brassquintett)
- Rosenkavalier Suite (für zehn Hörner, MunicOperaHorns – die Hornisten der Bayerischen Staatsoper)
- Idomeneo (Ballettmusik für zehn Hörner, MunicOperaHorns – die Hornisten der Bayerischen Staatsoper)
- Karfreitagszauber (für zehn Hörner, MunicOperaHorns – die Hornisten der Bayerischen Staatsoper)
- J.S. Bach: Choralvorspiele für acht bis zehn Hörner (für zehn Hörner, MunicOperaHorns – die Hornisten der Bayerischen Staatsoper)
- Pinocchio (Orchestrierung des K. Wecker Musicals für BR München)
- Verschieden aber Zufrieden (Orchestrierung des K. Wecker Liedes für BR München)
- Herr Bello (Orchestrierung und Co-Komposition des gleichnamigen Kino-Films)
- Peter Pan (zwei Lieder von Konstantin Wecker für die Bühnenfassung in Dortmund)
- Kennt ihr die Musikanten? (Volksliedbearbeitungen für obligate Holzbläser/Blechbläser und Orchester)
- Carmina bavariae (für Knabe, Sopran, Tenor, Bariton, Chor und großes Orchester: arr. für Konstantin Wecker als Hommage an Carl Orff)
- Bei meiner Seele (arr. für großes Orchester im Rahmen des 90-jährigen Jubiläums von Bayern3 – Auftragskomposition des Bayerischen Rundfunks)
- Engel haben Himmelslieder (Introduktion und Lied für großes Orchester)
- Facetten des Weihnachtsliedes „Es werd scho glei dumpa“ (für kleines Orchester und Alphons in F)
- Englische Weihnachtslieder: The first nowell, We wish you an merry Christmas
- Power Percussion für Percussion, Chor, Blechbläser und Streicher

## CD-Veröffentlichungen
- Adventures for brass (CD-Reihe der Hochschule für Musik in München / Nr. 11)
- Adventure for 8 horns*
- Windsbacher Psalmen*
- Drei Episoden für Englischhorn und Harfe (Verlag Rondeau)
- Nürnberger Sinfonie/ Human Symphony für Brass Ensemble und Orgel (Verlag Nürnberger Presse)
- Herr Bello – Soundtrack (Konstantin Wecker/Orchestrierung: Franz Kanefzky) (laut & luise)
- Pinocchio – Das Musical (Konstantin Wecker/Orchestrierung: Franz Kanefzky) (Igel-Genius / Münchner Rundfunkorchester)
- Karneval der Tiere: OuverTIERE für kleines Orchester (Igel-Genius / Münchner Rundfunkorchester)
- Karneval der Tiere: Verschieden aber zufrieden (Lied von Konstantin Wecker, für kleines Orchester gesetzt) (Igel-Genius / Münchner Rundfunkorchester)
- Erzähl mir Märchen, Kontrabass! (Igel-Genius / Münchner Rundfunkorchester)
- Paulas Reisen (Maar / Wecker / Kanefzky) (Igel-Genius / Münchner Rundfunkorchester)
- Helden auf dem Notenblatt (Igel-Genius / Duisburger Philharmoniker)

## Auszeichnungen
Franz Kanefzky wurde für sein Musikvermittlungsprojekt mittels seines Kinderkonzerts „Helden auf dem Notenblatt“ 2007 mit dem 1. Preis des Wettbewerbs Kinder zum Olymp (Kulturstiftung der Länder) in der Sparte Musik ausgezeichnet.